# Nyctophilus timoriensis
Nyctophilus timoriensis é uma espécie de morcego da família Vespertilionidae. Pode ser encontrada na Austrália, Indonésia e Papua-Nova Guiné. Os registros na ilha de Timor são considerados incertos.